# Youtube-dl
youtube-dl – narzędzie do pobierania treści multimedialnych, oferujące obsługę różnych platform strumieniowych, m.in. serwisu YouTube. Zostało napisane w Pythonie i jest udostępniane na licencji Unlicense.
W przypadku serwisu YouTube aplikacja pozwala na ściąganie zarówno pojedynczych klipów, jak i materiałów zebranych na listach odtwarzania. Narzędzie umożliwia również wyodrębnianie elementów takich jak ścieżka dźwiękowa czy też napisy dialogowe.
Jest oprogramowaniem wieloplatformowym, funkcjonującym na systemach uniksopodobnych takich jak macOS i Linux oraz na systemach Microsoft Windows. Do prawidłowego działania wymaga instalacji Pythona (w przypadku wersji windowsowej już obecnego w pliku wykonywalnym).
23 października 2020 r. zrzeszenie Recording Industry Association of America (RIAA) nakazało usunięcie kodów źródłowych projektu z serwisu GitHub na podstawie prawa DMCA. Narzędzie miało bowiem obchodzić stosowane przez platformy strumieniowe mechanizmy ochrony przed nieautoryzowanym kopiowaniem. W konsekwencji GitHub zablokował dostęp do projektu youtube-dl. Jednakże użytkownicy nadal mogli pobierać oprogramowanie, np. jako moduł Pythona przy użyciu narzędzia pip, z repozytoriów dystrybucji Linuksa czy też z serwisu GitLab – konkurencyjnego hostingu projektów programistycznych. W połowie listopada narzędzie zostało ponownie udostępnione w serwisie GitHub, przy czym z projektu usunięto niektóre przykłady zastosowania programu, wskazujące na możliwość pobierania przy jego użyciu dzieł chronionych prawem autorskim.
Od 2021 rozwijany jest też otwarty projekt yt-dlp, będący forkiem youtube-dl z dodatkowymi funkcjami.